# Мікулін Олександр Олександрович
Олександр Олександрович Мікулін (рос. Александр Александрович Микулин; 14 лютого 1895 — 13 травня 1985) — радянський інженер, спеціаліст з авіаційних і танкових двигунів. Кандидат технічних наук, академік АН СРСР. Лавреат чотирьох Сталінських премій.

## Життєпис
Батько винахідника працював фабричним інспектором у місті Володимирі та писав книги з охорони праці і техніки безпеки, читав лекції за цими курсами у Київському політехнічному інституті. Мати, Віра Єгорівна, була сестрою видатного вченого Миколи Єгоровича Жуковського. Саме дядько, Микола Жуковський, став для малого Олександра вчителем і наставником, цінителем його перших винаходів. Після певного захоплення автомобілями і спроби сконструювати автомобільний двигун, О.О. Мікулін остаточно віддає перевагу авіації.
У 1909 році авіамодель О. Мікуліна на змаганнях у Києві посіла друге місце. Більш щасливим суперником 14-літнього підлітка був сам  Ігор Сікорський. Літаки і небо притягували винахідливого і романтичного хлопця. Після аварії аероплана авіатора Уточкіна Мікулін запропонував йому поставити на мотор два магнето, що Уточкін і зробив.
Закінчивши у 1912 р. реальне училище, Мікулін вступив до Київського політехнічного інституту. Тут він вперше виявив талант конструктора двигунів — створив свій перший двигун — човновий.
Після знайомства з професором М.Р. Брилінгом, провідним спеціалістом у галузі моторобудування, О. Мікулін, закінчивши другий курс КПІ, переводиться до Московського Вищого технічного училища. Тут відбувається його знайомство із Туполєвим.

## Діяльність
Ще Перша світова війна змінила творче спрямування Мікуліна, який тоді винайшов першу запальну бомбу, брав участь у розробці танка, для якого разом зі Б. Стєчкіним створив двигун АМБС потужністю в 300 к.с.
Після революції винахідник співпрацював з лабораторією Жуковського. Брав участь у створенні аеросаней. 
Олександра Олександровича запросив Микола Романович Брилінг, радянський вчений в галузі автомобілебудування, до автомоторного дослідного інституту, який він заснував. Після створення двигуна «Альфа» для маленького одномісного літака О. Мікуліна було призначено головним конструктором інституту.
З 1928 р. О. Мікулін зі своєю групою розпочав роботу із створення потужного авіаційного двигуна М-34. Після успішних випробувань було налагоджено серійний випуск цих двигунів — насамперед для туполєвських бомбардувальників. Двигун неодноразово модернізувався, розширювалася сфера його застосування. Зрештою йому було присвоєно ім’я конструктора АМ-34 (Александр Микулин). Вісім таких двигунів було встановлено на найбільшому літаку «Максим Горький».
На туполєвському АНТ-25, оснащеному двигуном О. Мікуліна, виконали наддалекі перельоти  В. Чкалов, а потім  М. Громов. До початку Великої Вітчизняної війни двигуни АМ-34, АМ-35 встановлювалися на далеких бомбардувальниках  ТБ-7 (АНТ-45), винищувачах МІГ. Напередодні Другої світової війни розпочалися роботи із створення літака-штурмовика, який би міг досить довго йти на бриючому польоті, накриваючи бойові одиниці противника вогнем своїх гармат і кулеметів. Конструктором літака було призначено  С. Іллюшина, а двигун АМ-38 потужністю 1600 к.с. розробив О. Мікулін зі своїм колективом.
Під час війни Мікулін займається модернізацією двигуна АМ-38 безпосередньо для штурмовиків ІЛ-2. У 1943 році він створив форсований двигун АМ-38ф. 
Герой Радянського Союзу генерал-полковник авіації професор М.М. Громов писав: «... у роки Великої Вітчизняної війни на моторах з маркою АМ — Олександр Мікулін — літала найбільша кількість бойових літаків, випущених вітчизняною авіапромисловістю».
Після війни ОКБ під керівництвом генерал-майора інженерних військ О.О. Мікуліна почало займатись конструюванням реактивних двигунів. Перший реактивний двигун АМ-2 з тягою 3000 кг було побудовано всього за один рік, але практичного застосування він не отримав. Двигун з індексом АМ-3 був виготовлений для туполєвського стратегічного бомбардувальника Ту-16 і мав рекордну тягу 8750 кг. Пізніше цей літак і двигун було модернізовано в перший пасажирський реактивний лайнер Ту-104.
Олександр Олександрович Мікулін вважав, що найбільш перспективними і економічними є малі реактивні двигуни. Таким був АМ-5 з тягою 2000 кг, що мав серійне виробництво і застосування у всепогодному перехоплювачі Як-25. Малогабаритним реактивним двигуном АМ-9 з тягою 3250 кг був оснащений надзвуковий винищувач МІГ-19.
Важка хвороба змусила талановитого конструктора залишити роботу в авіаційній промисловості. Але творча діяльність О. Мікуліна набула нового розвитку. Він працював в лабораторії, пізніше інституті двигунів Академії наук СРСР, де плідно співробітничав з  С.П. Корольовим, потім у відділенні фізико-технічних проблем енергетики президії АН СРСР.
Дійсно талановитий винахідник, О. Мікулін цікавився будь-якою можливістю модернізації існуючіх механізмів. М.М. Громов згадував як О. Мікулін «прийшовши на ткацьку фабрику, помітив, що робота ткацького веретена недостатньо продуктивна. Після п’ятилітньої завзятої роботи О.О. Мікулін винайшов веретено подвійного крутіння, що було вдвічі продуктивніше, ніж колишнє».
Цікавився О.О. Мікулін і проблемами здоров’я. Він вивчав позитивний вплив на людський організм негативних іонів у повітрі. З метою генерування таких іонів було створено іонізатор, який розроблявся разом із моторами. Перші зразки іонізатора талановитий конструктор виготовив самостійно, за допомогою друзів, а вже потім було налагоджено їх серійне виробництво. Цікаві роботи О.О. Мікуліна щодо аналізу живих клітин, створення тренажера «машини здоров’я».
Але дійсно унікальною стала книга восьмидесятидворічного О.О. Мікуліна, надрукована 100-тисячним накладом «Активне довголіття, або Моя система боротьби зі старістю», що вийшла в світ у 1977 р. і стала узагальненням досвіду підтримки здоров’я за допомогою віброгімнастики.